# Antoine Parent
Claude Antoine Parent (París, 16 de septiembre de 1666 - id. 26 de septiembre de 1716) fue un físico y matemático francés. Poco considerado en su época, fue reconocido más tarde como pionero de la ciencia de las máquinas.

## Biografía
Nacido en una familia originaria de Chartres,  fue confiado antes de los tres años a Antoine Mallet, tío de su madre, sacerdote de Lèves. . Aprendió de su tío la religión y la piedad cristianas, manteniéndose célibe toda su vida. Desarrolló interés por las cuestiones matemáticas que estudió de forma autodidacta. A los 14 años, fue internado en casa de un amigo de su tío, profesor de retórica en Chartres. La presencia en su habitación de un dodecaedro con un dial en cada lado, le llevó a interesarse por la gnomónica y la geometría .
Por obediencia a sus padres, estudió derecho en París, pero, posteriormente se dedicó totalmente a las matemáticas, viviendo modestamente en una habitación del colegio Dormans de la Universidad de Paría que sólo abandonó para asistir a los cursos de Philippe de la Hire o de Joseph Sauveur en el Collège de France. . Luego tomó alumnos particulares de fortificaciones, respondiendo a una demanda de la época. Adquirirá conocimientos prácticos en dos campañas como matemático con el marqués de Alègre,.
Su vida de consagró al estudio en numerosos campos:: ciencias naturales, matemáticas, mecánica, anatomía, botánica y química  entre otros. Es escogido como alumno de mecánica por Gilles Filleau des Billettes, el cual fue elegido miembro de la Academia de Ciencias de Francia en 1699. Debido a su impetuosidad natural y su propensión a contradecir y criticar sin rodeos, sumado al hecho de que sus escritos parecen oscuros y desordenados, no fue debidamente considerado en su tiempo   ,  .
En enero de 1716 fue nombrado "asistente de geometría" en la Academia. Pero, aquejado de viruela, murió poco después a la edad de 50 años  .

## Obras
Descrito como “ genio vivaz y ardiente de Fontenelle », trae a la Academia, en diversos campos, un gran número de intervenciones y escritos que, por el temperamento difícil de su autor, no siempre reciben la atención esperada .Ansioso por no perder su obra rechazada por la Academia, Antoine Parent emprendió en 1703 la publicación de una recopilación de matemáticas y física, con sus reflexiones y reseñas de los principales autores, así como algunas de sus propias obras.
Al tener esta revista poco éxito, Parent decidió entonces reunir su trabajo en una obra en dos volúmenes, que publicó en 1705, bajo el título Investigaciones en matemáticas y física . La obra reaparecerá en 1713, aumentada en un tercer volumen, bajo el título : Ensayos e investigaciones en matemáticas y física. Nueva edición, aumentada en un tercer volumen, y al menos en un tercio en cada uno de los dos primeros. Estas obras, juzgadas con dureza en su momento debido, entre otras cosas, a la oscuridad del autor, a sus críticas (en particular a la ciencia cartesiana ) y al poco orden del material, no tendrán éxito.
Publica numerosos artículos científicos en el Journal des Savants, le Nouveau Mercure (de Trévoux), les Mémoires de Trévoux, le Mercure galant . (Cf. más abajo § Publicaciones)  ,  .

## Principales aportes a la ciencia.
Sus escritos revelarían más tarde la importancia y el carácter pionero de algunos de sus trabajos.
Así, en sus memoria de 1704 tituladas La mayor perfección posible de las máquinas, Antoine Parent explica que los diseñadores de máquinas las crean empíricamente sin preocuparse de economizar los medios para obtener el efecto esperado, utilizando para ello « tanta fuerza para una sola máquina como sería necesaria para mover varias similares [10] . »  .
Ofrece una solución razonada, basada en la física, para obtener, independientemente de la fricción, el máximo efecto que puede dar un molino hidráulico (y, por extensión, una máquina). En esta investigación, al calcular un máximo (es decir, la proporción máxima que la máquina puede recuperar de la fuerza que la activa) y una optimización del efecto, se destaca como un pionero en la historia de la ciencia. Según Bernard Forest de Bélidor, « Este descubrimiento merece ser considerado como uno de los más importantes que se han realizado desde la renovación de las Ciencias y las Bellas Artes. »  ,  ,  .
También innova al resaltar la preocupación económica que subyace a su búsqueda de optimización, precisando que el empirismo habitual « No puede dejar de causar un gran daño a los propietarios, a los propios maquinistas y a quienes se asocian con ellos. »  .
En resistencia de materiales, Antoine Parent derivó en 1713 la fórmula correcta para calcular la distribución de tensiones en una viga cargada y determinó por primera vez la existencia de una tensión cortante. Sin embargo, este análisis tardará muchos años antes de ser reconocido y aplicado por otros científicos  .
En geometría analítica, Antoine Parent propuso que cualquier superficie podría representarse mediante una ecuación entre las tres coordenadas de cualquiera de sus puntos, una idea innovadora en su época. Su trabajo, poco considerado durante su vida, sentó las bases para desarrollos posteriores en mecánica de sólidos y análisis estructural  .

## Libros publicados
- Antoine Parent (1700). Éléments de Mécanique et de Physique (en francés). Paris: Florentin et Pierre Delaulne..

- Antoine Parent (1714). Traité d'Arithmétique Theori-Pratique, en sa plus grande perfection, divisé en deux parties (en francés). Paris: Jean de Nully et Claude Jombert..

- Antoine Parent (1713). Essais et recherches de mathématiques et de physique (en francés) 3. Paris: J. de Nully.,«Lire en ligne : Volume 1».,«Volume 2».,«Volume 3»..